# Radek Dosoudil
Radek Dosoudil (República Checa, 20 de junio de 1983), futbolista checo. Juega de defensa y su actual equipo es el Slovan Bratislava de la Corgon Liga de Eslovaquia.

## Selección nacional
Ha sido internacional con la selección de fútbol de la República Checa sub-21.

## Clubes
| Club              | País            | Año       |
| ----------------- | --------------- | --------- |
| FK Jablonec       | República Checa | 2004-2005 |
| Denizlispor       | Turquía         | 2005      |
| Slavia Praga      | República Checa | 2006-2007 |
| FC Artmedia       | Eslovaquia      | 2007-2009 |
| Slovan Bratislava | Eslovaquia      | 2009-     |